# Erkel Ferenc Gimnázium és Kollégium
Az Erkel Ferenc Gimnázium és Kollégium gyulai gimnázium, ami 2003-ban ünnepelte fennállásának századik évfordulóját. Az iskola az 1950-es tanévben kapta az Erkel Ferenc Gimnázium és Szakképző Iskola nevet, majd a rendszerváltás követően a mellette működő katolikus gimnáziumtól független intézményként kezdhette meg működését Erkel Ferenc Gimnázium és Informatikai Szakképző Intézet néven, azonban mára az informatikai szakképzés megszűnt. Az épületet 2006-ban akadálymentesítették, mozgássérült tanulók is igénybe vehetik. Az épületben 4 szint található, jól felszerelt tantermekkel, könyvtárral, sportpályával, tornateremmel és konditeremmel. 2013-ban tanteremfejlesztést hajtottak végre az Öveges-program támogatásával, így mára az iskola egy korszerű kémialaborral rendelkezik.

## Története

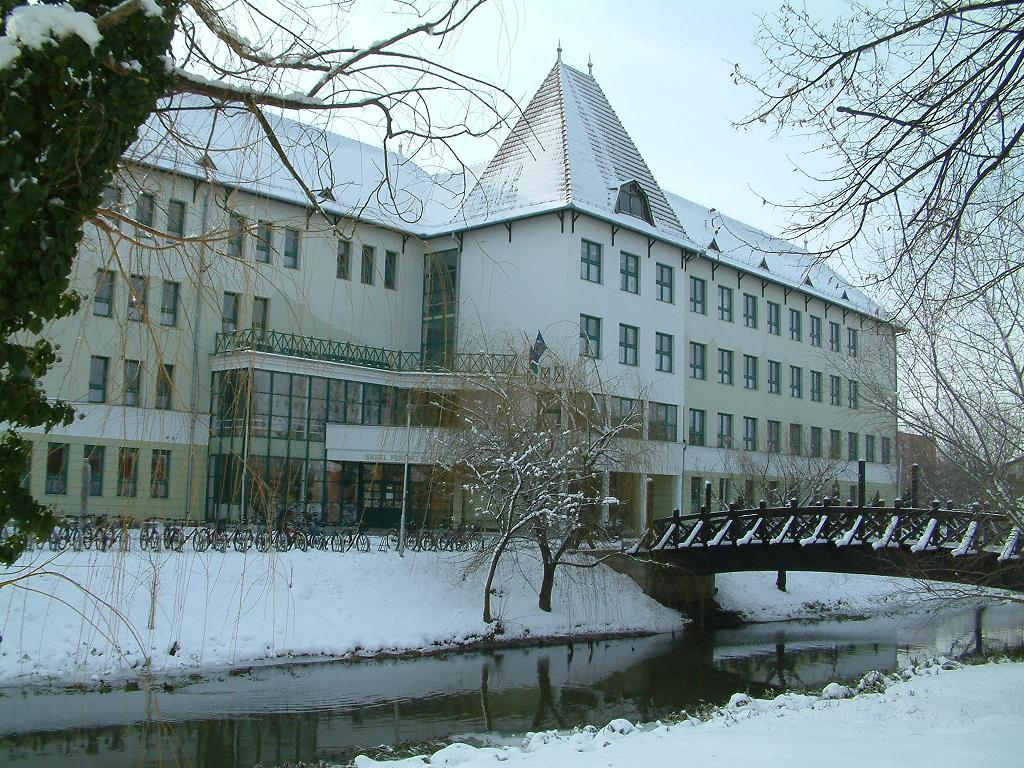
Az Erkel Gimnázium épülete télen

1948/49-es tanév során került sor az iskolák államosítására, ennek keretében a gyulai római katolikus Karácsonyi János Gimnázium, állami Karácsonyi János Gimnáziummá, majd az 1950/51-es tanév során Erkel Ferenc Gimnáziummá alakult. Az iskola 4 osztályos lett, ezután lehetővé vált a lány hallgatók beiratkozása- és az évek során megbirkózott a megnövekedett tanulószám, a kollégiumi elhelyezések nehézségeivel. A gyulai gimnáziumban 1946-ban megnyílt a dolgozók gimnáziumának V. osztálya, az első érettségi 1949. január 15-én volt, 22 felnőtt dolgozó érettségizett. Az iskola eredményeit az 1956/57-től kezdve évenként megjelenő évkönyvek mutatják.
A Erkel Gimnázium 1960/70-es iskolareformjai során sok változáson ment keresztül, folyamatosan növekedő tanulólétszám mellett megváltozott az oktatás struktúrája, bevezették a fakultatív szakokat és egészségügyi szakképző osztályokat. Az iskola egy szakasza 1987-ben lezárult, amikor Janecskó János igazgató, 60. életévét elérvén nyugállományba vonult, utóda dr. Kereskényi Miklós lett.
1992-ben nagy változások kezdődtek az iskola életében, dr. Pocsay Gábor polgármester, Gedeon József a városi kulturális osztály vezetője és Réthy István római katolikus apátplébános tárgyalásokat kezdeményeztek az egyházi gimnázium létrehozásáról. Az egyház történelmi, jogi és morális alapon visszaigényelte az 1948-ban államosított iskolát, amit a város képviselőtestülete elfogadott és határozott a katolikus gimnázium indításáról. Az iskola két osztállyal, az Erkel három párhuzamos osztálya mellett 1992-ben kezdte el első tanévét. A katolikus gimnázium igazgatója Petróczki Zoltán lett. Ugyanebben az évben megépült az egészségügyi szakközépiskola, igazgatója Márki-Zay Lajos lett. Az Erkel Gimnázium a volt egészségügyi szakképzőiskola épületébe költözött, az épületet átépítették, területét és felszerelését jelentős mértékben megnövelték.
Az iskola hagyományosan nagy figyelmet fordít az idegen nyelvi oktatásra, a nemzetközi kapcsolatok ápolására, hagyományőrzésre, fakultatív, sport és szabadidős programok biztosítására.

## Hagyományok
Cserediák-kapcsolat:
- Márton Áron Líceum, Csíkszereda
- Gymnasium in der Glemsaue, Ditzingen
- Giordano Bruno Gimnázium, Budrio

Tanulmányi versenyek:
- Hajnal Imre Matematikaverseny
- Implom József Helyesírási Verseny
- Szőkefalvi-Nagy Gyula Matematika Emlékverseny

Tradíciók:
- Szecskatábor és −bál, az elsőéves diákok beavatása
- Diáknap
- „Egészségesen éld az életed” avagy salátanap
- Diákigazgató−választás
- Matematikaszakmai nap
- Költészetnapi vetélkedő
- X−mas party
- Erkel−bál
- Szalagtűzés és szalagavatóbál
- Néptánc
- Tanárműsor
- Erkel Diákünnepek

## EDÜ
„EDÜ volt, EDÜ van, EDÜ lesz”
Az Erkel Diákünnepeket először 1963-ban Szerdahelyi István igazgatóhelyettes és Czeglédi Imre tanár szervezték meg. 2003-ig a rendezvényre kétévente került sor. 2006-ban egyéves csúszással a város 22-ik alkalommal adhatott helyet a tiszántúli ifjúság fesztiváljának.

## Igazgatók
| 1950 − 1951       | Harsányi Lajos        |
| 1951/52 − 1955/56 | Böőr Ferenc           |
| 1956 − 1957       | Sziráki László        |
| 1957/58 − 1974/75 | Jeges Sándor          |
| 1975 − 1975/76    | Simon György mb.      |
| 1976/77 − 1986/87 | Janecskó János        |
| 1987/88 − 2007/08 | Dr. Kereskényi Miklós |
| 2008/09 − 2017/18 | Szűcs Levente         |
| 2018/19 − 2018/19 | Tóth István           |
| 2018/19 - 2019    | Kovács Ilona          |
| 2019/20 -         | Zámori Ida            |